# R·巴巴站
R·巴巴站位在馬尼拉湯都區，屬於馬尼拉輕軌1號線的車站，於1985年5月12日正式啟用。該車站處於黎剎大道延伸段和里卡多·巴巴街路口，街道以1960年代擔任馬尼拉警察局長的里卡多·巴巴（Ricardo Papa）為名，是1號線在馬尼拉市境內最北邊的車站。

## 周邊設施
車站東邊緊鄰華僑義山和楊光泩總領事紀念碑，西邊則可通往巴里奧·奧布雷羅小學與馬拉拉斯小學。

## 車站結構
| 3樓  | 側式月台，車門由右側開啟 | 側式月台，車門由右側開啟         |
| 3樓  | A月台                    | ← 1號線 小費爾南多·波因方向      |
| 3樓  | B月台                    | → 1號線 桑托斯博士方向 →         |
| 3樓  | 側式月台，車門由右側開啟 |                                  |
| 2樓  | 車站大廳                 | 驗票閘門、售票亭、車站控制、商店 |
| 地面 | 街區                     | 華僑義山                         |